# 雙鳳武廟
雙鳳武廟位於四川省南充市西充縣，文物遺址年代判定為清。2012年7月16日公佈為第八批四川省文物保護單位。
雙鳳武廟位於四川省南充市西充縣雙鳳鎮勝利街口號。建於清乾隆二十五年（1760），占地面積500平方公尺。四合院佈局。由前殿、正殿、左右廂房構成，坐北向南。前殿及廂房均為穿斗式建築，牆體裝隔扇門窗，窗花內容精美。正殿梁架為抬粱與穿斗混合式，架梁上留有大量墨書題記及用紅、綠、黑彩繪制的花鳥及如意紋飾。具有較高的歷史、藝術及科學價值。2010年，雙鳳武廟被南充市人民政府公佈為市級文物保護單位。